# Ścianka Larsena

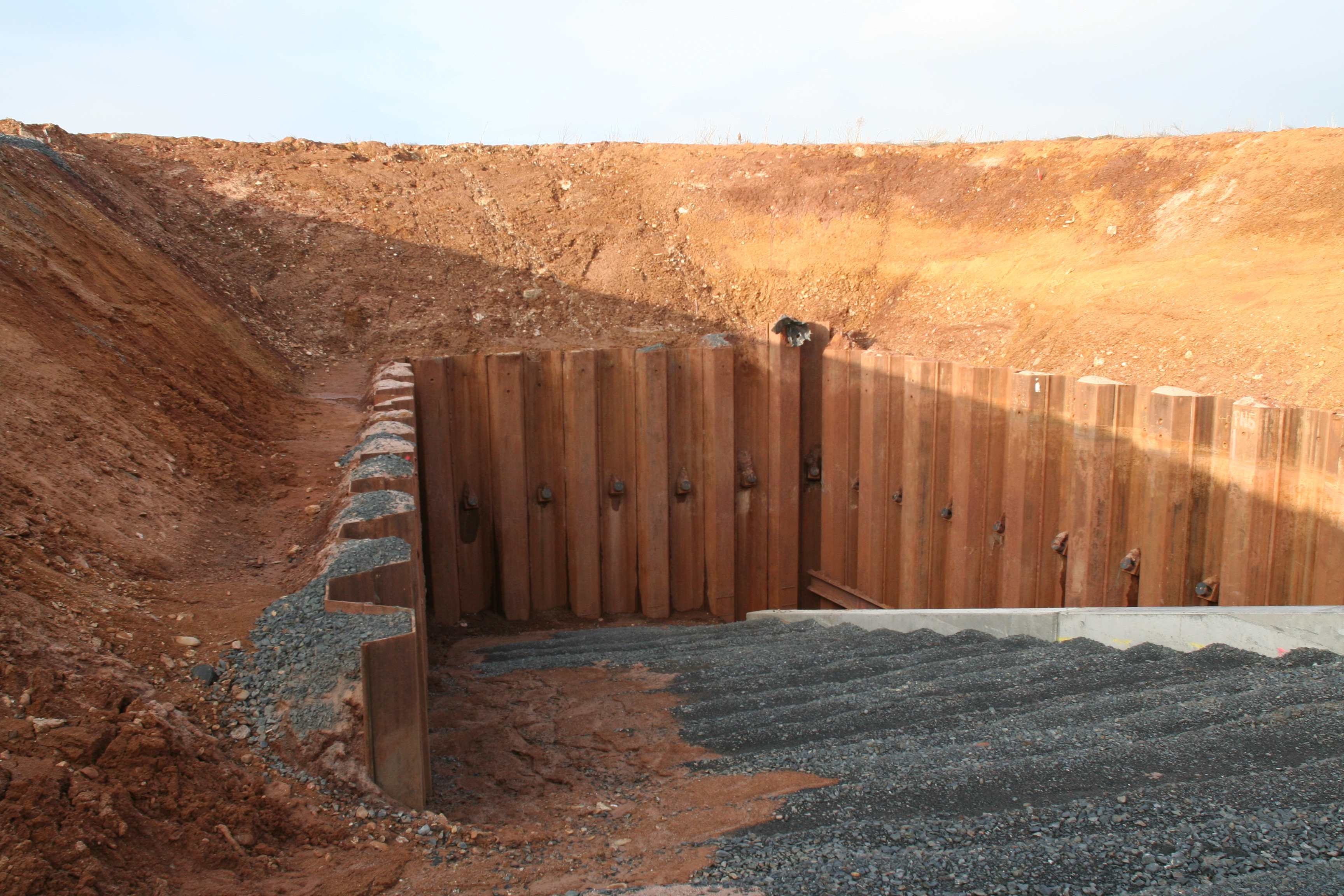
Ścianka z brusów Larsena

Ścianka Larsena, ścianka Larssena – ścianka szczelna (szczelna ściana oporowa) z profili stalowych o grubości od 3 do 16 mm (w wyrobach gorącowalcowanych środnik może mieć nawet 20 mm). Została wynaleziona w Bremie około 1902 r. przez Tryggve Larssena, niemieckiego inżyniera budownictwa lądowego pochodzenia norweskiego.

## Charakterystyka
Ścianka Larsena jest wykonywana z konkretnego rodzaju grodzic (inaczej brusów), a mianowicie typu Larsena (zwanych potocznie „larsenami”). 
Grodzice stalowe i technologie ich pogrążania są powszechnie użytkowane w wielu konstrukcjach oporowych, jak również palisadach stalowych w konstrukcjach lądowych i hydrotechnicznych. Do zalet grodzic stalowych należy m.in. ich wysoka efektywność w sytuacjach wymagających elastyczności rozwiązania konstrukcyjnego i technologicznego, w stosunku do fundamentu lub/i konstrukcji oporowej. Inne rodzaje ścianek szczelnych są stawiane z innych profili.
Ścianka Larsena stosowana jest do umacniania i uszczelniania nabrzeży. Bywa również używana do budowy koferdamów (grodzi stawianych podczas prac wodnych) oraz jako zabezpieczenie fundamentów przed osuwem.